# Andreas Kalckhoff

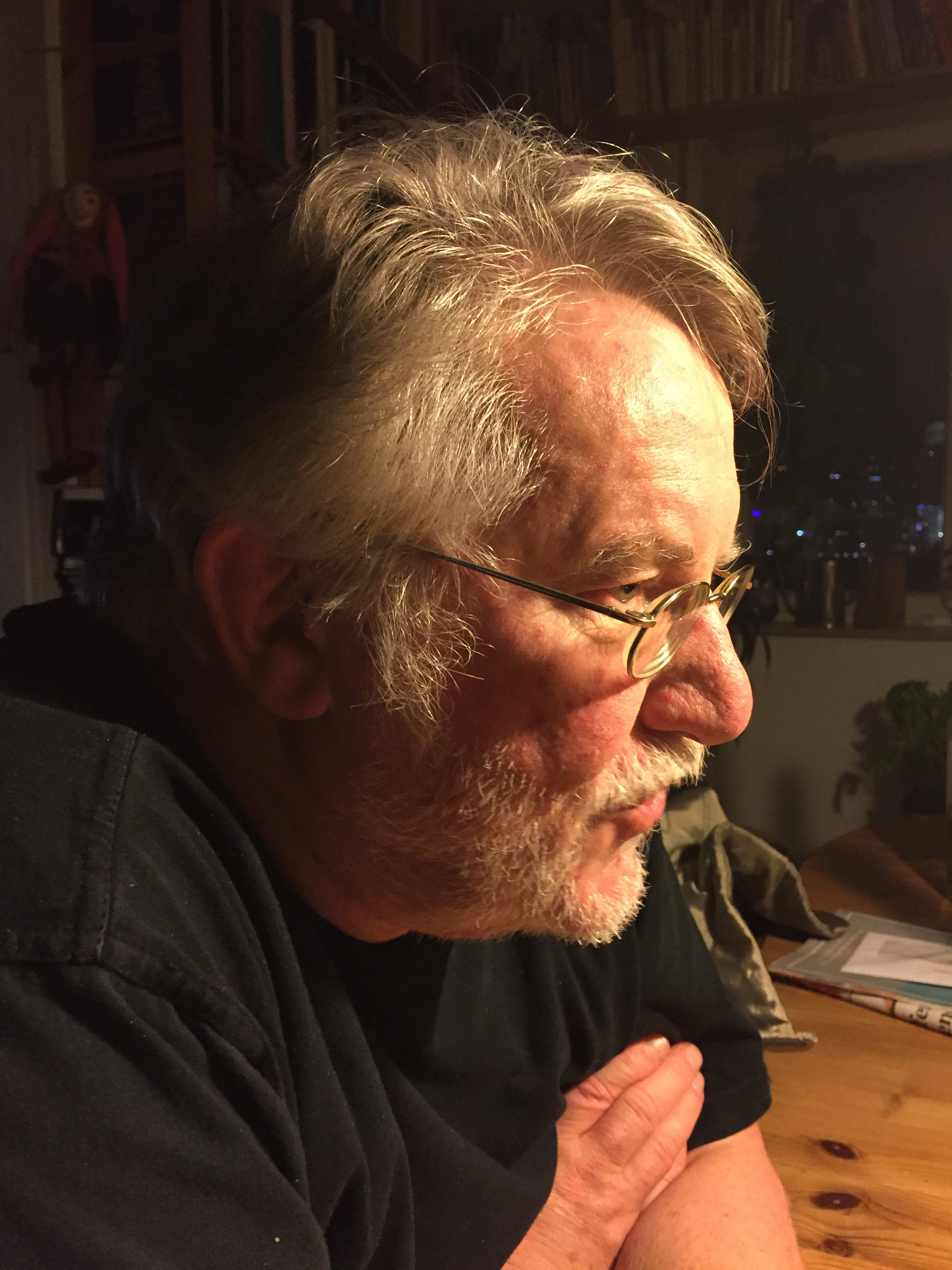
Andreas Kalckhoff (2015)

Andreas Kalckhoff (* 18. August 1944 in Saaz, Reichsgau Sudetenland; † 14. August 2022 in Stuttgart) war ein deutscher Historiker und Publizist.
Kalckhoff wuchs in München auf und studierte dort bayerische Geschichte, mittelalterliche Geschichte und Politische Wissenschaft. 1976 wurde er bei Karl Bosl über Nationalismus im Spätmittelalter promoviert.
Von 1977 bis 1978 war er Redakteur beim Geschichtsmagazin „Damals“ in Gießen danach von 1978 bis 1980 wissenschaftlicher Angestellter der Universität Stuttgart bei August Nitschke im Institut für Sozialforschung, Abteilung „Historische Verhaltensforschung“.
Ab 1980 lebte er als freier Publizist, Genealoge und Heraldiker in Stuttgart.

## Werke
- Richard III. Sein Leben und seine Zeit. 1980, 1989
- Richard III. und die historischen Games of Thrones: Mit einem Nachtrag über die Entdeckung des Grabes Richards III. in Leicester und die glanzvolle Wiederbestattung des Königs, E-Book, 2015
- Nacio Scottorum. Schottischer Regionalismus im Spätmittelalter. 1983.
- Fürsten-, Länder-, Bürgerwappen: Heraldik aus neun Jahrhunderten. 1984.
- Karl der Große. Profile eines Herrschers. 1987, 1990.
- Karl der Große: Verhaltensstruktur eines Herrschers, E-Book 2014
- (Hrsg. mit Renate Chotjewitz-Häfner, Carsten Gansel, Olav Münzberg, Till Sailer): Die Biermann-Ausbürgerung und die Schriftsteller. Ein deutsch-deutscher Fall. 1994.
- (Hrsg.) Versöhnung und Wahrheit. Der Fall Postelberg und seine Bewältigung 1945-2010. 2013.

- Was geschah in Saaz und Postelberg im Juni 1945?, Co se stalo v Žatci a Postoloprtech v červnu 1945, 2022.